# Foreshore Freeway Bridge
Foreshore Freeway Bridge är ofullbordad motorvägsbro i centrum av Kapstaden i Sydafrika.
På 1960-talet beslöt myndigheterna i Kapstaden att bygga en tvåfilig motorväg in till stadskärnan över området Forshore, som skapats på 1930-talet genom landåtervinning från Taffelbukten. Byggnationen avbröts år 1977 på grund av bristande finansiering och de asfalterade broändarna har stått kvar orörda sedan dess.
Den ofullbordade bron har blivit en turistattaktion och den har också använts till TV- och 
filminspelningar. Sedan år 2015 används en del av bron som parkeringsplats.
År 2016 utlystes en arkitekttävling om områdets framtida utformning, men planerna har senare skrotats.
År 2022 uttalade en representant för Kapstaden sitt stöd till att bygga bron färdig, men att det krävde samarbete mellan flera av stadens myndigheter. Kostnaden för att slutföra byggnationen har uppskattats till 1,8 miljarder Rand och byggtiden beräknas till nio år.